# Клочков, Валентин Вениаминович
Валенти́н Вениами́нович Клочко́в (5 марта 1929, Бежецк, Калининская область, СССР — 14 января 1996, Москва, Россия) — советский и российский государственный деятель, правовед, криминалист и криминолог, специалист в области теории криминалистики и криминологии, уголовного, уголовно-процессуального и уголовно-исполнительного права, методики расследования преступлений и криминалистической техники. Доктор юридических наук, профессор. Один из авторов «Атеистического словаря».

## Биография
Родился 5 марта 1929 года в городе Бежецке Калининской области.
В 1951 году окончил Московский юридический институт.
В 1951—1953 годах — народный следователь прокуратуры Воронцовского района Воронежской области, затем — старший следователь Воронежской областной прокуратуры.
В 1953—1960 годах — прокурор следственного отдела Прокуратуры РСФСР.
С 1960 года — научный сотрудник Всесоюзного научно-исследовательского института криминалистики Прокуратуры СССР. 
В 1962 году во Всесоюзном научно-исследовательском институте криминалистики Прокуратуры СССР защитил диссертацию на соискание учёной степени кандидата юридических наук по теме «Общественное поручительство: (Уголовно-правовое и уголовно-процессуальное исследование)».
В 1973—1979 годах — директор Всесоюзного института по изучению причин и разработке мер предупреждения преступности при Генеральной прокуратуре СССР.
В 1977 году во Всесоюзном научно-исследовательском институте советского законодательства защитил диссертацию на соискание учёной степени доктора юридических наук по теме «Соотношение правовой и религиозной систем».
С 1979 года — заведующий отделом криминалистики, а с 1988 года — отделом общих проблем законности и правопорядка Научно-исследовательского института проблем укрепления законности и правопорядка при Генеральной прокуратуре СССР/Генеральной прокуратуры РФ. 
Член Совета по делам религий при Совете Министров РСФСР. Член научно-методического совета при Прокуратуре СССР. Член научно-консультативного совета при Верховном Суде СССР. Член редакционной коллегии журнала «Правоведение». Заместитель председателя Координационного совета при Отделении философии и права АН СССР.
Похоронен на Ваганьковском кладбище.

## Научная деятельность
Внёс значительный вклад в организацию научных исследований касающихся вопросов борьбы с преступностью, а также в разработку теории криминалистики и криминологии, уголовного, уголовно-процессуального и уголовно-исполнительного права, методики расследования преступлений и криминалистической техники. Является одним из основоположников, как современной теории законности, так и новой концепции развития прокуратуры в России.
Автор более 250 научных трудов (из которых более 40 на иностранных языках), в том числе 8 монографий («Религия, государство, право»), оказавших серьёзное влияние на становление российской государственности, а также на совершенствование прокурорского надзора и следственной практики. Кроме того выступал в качестве соавтора учебников по криминологии и криминалистике, включая «Курс советской криминологии». Автор научного комментария к Уголовному кодексу РСФСР 1960 года.

## Научные труды

### Монография
- Клочков В. В. Под видом религиозных обрядов… / Канд. юрид. наук В. В. Клочков. — М.: Знание, 1965. — 79 с. (Народный университет. Факультет правовых знаний; 11)
- Клочков В. В. Борьба с нарушениями законодательства о религиозных культах. — М.: Юридическая литература, 1967. — 238 с.
- Клочков В. В. Преступная неосторожность (Уголовнл-правовые, криминологические и исправительно-трудовые аспекты). — М.: Всесоюз. ин-т по изучению причин и разраб. мер предупреждения преступности, 1977. — 58 с. (Всесоюзный институт по изучению причин и разработке мер предупреждения преступности. Национальные доклады СССР на коллоквиуме Международной ассоциации уголовного права, (20-22 декабря 1977). Доклады; 2)
- Клочков В. В. Уголовная политика и основные тенденции применения наказания в виде лишения свободы в СССР. — М.: Всесоюз. ин-т по изучению причин и разработке мер предупреждения преступности, 1977. — 61 с.
- Клочков В. В. Религия, государство и право. — М.: Мысль, 1978. — 287 с.
- Клочков В. В. Советское право и церковь. — М.: ЦК ВЛКСМ, 1983. — 42 с. (Атеизм. / ВЛКСМ, ЦК).
- Клочков В. В. Закон и религия: От государственной религии в России к свободе совести в СССР. — М.: Политиздат, 1982. — 160 с.
- Клочков В. В. Социалистическое государство, право и религиозные организации. — М.: Знание, 1984. — 64 с. (Новое в жизни, науке, технике).
- Клочков В. В. Закон и религия: От государственной религии в России к свободе совести в СССР. — М.: Прогресс, 1985. — 184 с.
- Клочков В. В. Предмет и система криминалистики в свете современных исследований. М., 1988.
- Клочков В. В. Функции прокуратуры (Прокуратура. Законность. Государственный контроль). М., 1995.

### Статья
- Клочков В. В. О некоторых вопросах передачи на поруки в суди и общественной защите // Вопросы криминалистики. — 1964. — № 12. — С. 96—97.
- Клочков В. В. Экономическая преступность «власть имущих» и её оценка буржуазными криминологами). // Проблемы правоведения: Вып. 38. Республиканский межведомственный научный сборник. — К.: Вища школа[укр.], 1978. — 105 с.
- Клочков В. В. Ответственность за нарушение законов о свободе совести // Социалистическая законность. — 1983. — № 5.
- Клочков В. В. Социальная ответственность н уголовный закон // Известия высших учебных заведений. Правоведение. — 1987. — № 2.

## Награды
- Орден «Знак Почёта»[1]
- Заслуженный деятель науки Российской Федерации[1]
- Почётный работник прокуратуры Российской Федерации[1]